# Syrphophagus flavithorax
Syrphophagus flavithorax är en stekelart som först beskrevs av Girault 1915.  Syrphophagus flavithorax ingår i släktet Syrphophagus och familjen sköldlussteklar. Inga underarter finns listade i Catalogue of Life.